# The Voca People
The Voca People ist eine israelische A-cappella-Gruppe mit acht Mitgliedern. Sie treten als weiße Außerirdische verkleidet auf.
Das Ensemble The Voca People wurde im Februar 2009 von dem israelischen Produzenten und Comedian Lior Kalfon gegründet; es sollte mit einer Kombination aus A-Cappella-Gesang, Comedy und choreographischer Darstellung auftreten. Lior Kalfo konzipierte das Bühnenprogramm gemeinsam mit dem israelischen Komponisten und Musikproduzenten Shai Fishman, das erste Video der Formation erschien im April 2009 auf YouTube. Im gleichen Jahr folgten Auftritte im Vormittagsprogramm der CBS, in der italienischen Comedy-Show Ale e Franz, Konzerte in Porto Alegre, Curitiba (Positive Theater), Brasília (National Theater), Rio de Janeiro (Canecao Theater), Mexiko-Stadt (Voile), Lissabon, Tel Aviv (Zapa) und Karmiel (Hechal Ha’Tarbuot) und Köln (Kölner Philharmonie). Die Gruppe hat bis heute eine CD (VocaPeople) herausgegeben.
The Voca People treten in ihren Auftritten weiß verkleidet als Bewohner des fiktiven musikalischen Planeten Voca auf, auf dem nur mittels stimmhafter Äußerungen kommuniziert werde. Bereits seit Jahrzehnten hätten sie der irdischen Musik zugehört und wollten nun hier ihre Lieblingsstücke singen. In ihren A-Cappella-Gesang mischt die Formation Beatboxing, das heißt Imitation von Perkussionsinstrumenten, und vokale Imitationen anderer Musikinstrumente ein.